# Гаран Олена Валентинівна
Оле́на Валенти́нівна Гара́н (нар. 5 вересня 1977, м. Полтава, Полтавська область) — українська поетеса, редакторка, громадська діячка, член Національної спілки письменників України з 2002 року.

## Біографічні відомості
Закінчила природничий факультет Полтавського державного педагогічного інституту імені Володимира Короленка (1999). У 1999–2003 роках працювала педагогом. Учасниця кількох Всеукраїнських нарад молодих письменників. Із 2002-го — член Національної спілки письменників України. Голова Полтавської обласної організації НСПУ (2005-2015).

Редактор-упорядник низки художніх видань, член редакційної ради наукового, літературно-художнього альманаху «Рідний край», літературного журналу для дітей і юнацтва «Діє-слово». Організатор і представник літературного гурту «Знак чотирьох», мистецького об’єднання «Сходи». З 2004 року очолює літературну студію «Полтавські джерела», яка діє при обласній організації НСПУ. Ініціатор багатьох літературно-мистецьких акцій і творчих конкурсів у Полтаві та Полтавській області.

## Творчість
Авторка книг поезій:
- «Солом'яний кінь» (Полтава: Книгодрук, 2002);
- «Непрочитані сни» (Полтава: Дивосвіт, 2009).

Публікувалася в багатьох обласних, всеукраїнських та міжнародних виданнях, серед яких: збірники «Гранослов – 2000-2001» (Київ, 2002), «Болотні вогні» (Полтава, 2002; друге видання – Київ, 2004), «Привітання життя 2000–2002» (Львів, 2003), літературно-мистецький та публіцистичний часопис «Січеслав» (Дніпропетровськ, 2006), альманах «Острови» (Полтава, 2007), альманах письменників Полтавщини «Біла альтанка» (Полтава, 2007), антологія сучасної жіночої поезії Полтавщини «Вишнева повінь» (Полтава, 2012), міжнародний літературно-публіцистичний часопис «Соборність» (Держава Ізраїль, 2012) та ін.

## Відзнаки, нагороди
Дипломантка Міжнародного конкурсу найкращих творів молодих українських літераторів «Гранослов — 2000». 

Лауреатка ряду премій:
- Полтавська обласна премія імені І. П. Котляревського (2009);
- Всеукраїнська літературна премія НСПУ «Благовіст» (2010);
- Міжнародна літературна премія імені Івана Кошелівця (2012).